# Померли в серпні 2013
|  | Службовий список статей, створений для координації робіт з розвитку теми. Це попередження не встановлюється на інформаційні списки і глосарії. |

Це список значимих людей, що померли 2013 року, упорядкований за датою смерті. Під кожною датою перелік в алфавітному порядку за прізвищем або псевдонімом.
Смерті значимих тварин та інших біологічних форм життя також зазначаються тут.
Типовий запис містить інформацію в такій послідовності:
- Ім'я, вік, країна громадянства і рід занять (причина значимості), встановлена причина смерті і посилання.

## Серпень

### 31 серпня
- Аксьонов Анатолій Васильович, 62, український гірничий інженер, директор шахти «Новодзержинська»[1]
- Заболотська Ольга Петрівна, 89, остання з живих учасниць «процесу п'ятдесяти дев'яти»[2].
- Куйбіда Степан Олексійович, громадський діяч, політв'язень[3]
- Леонов Анатолій Олексійович, 80, голова Астраханського міськвиконкому (1985—1990)[4].
- Девід Фрост, 74, британський журналіст та телеведучий, автор серії інтерв'ю з президентом США Річардом Ніксоном, у якому той зізнався, що винен у Вотергейтському скандалі; серцевий напад[5].

### 30 серпня

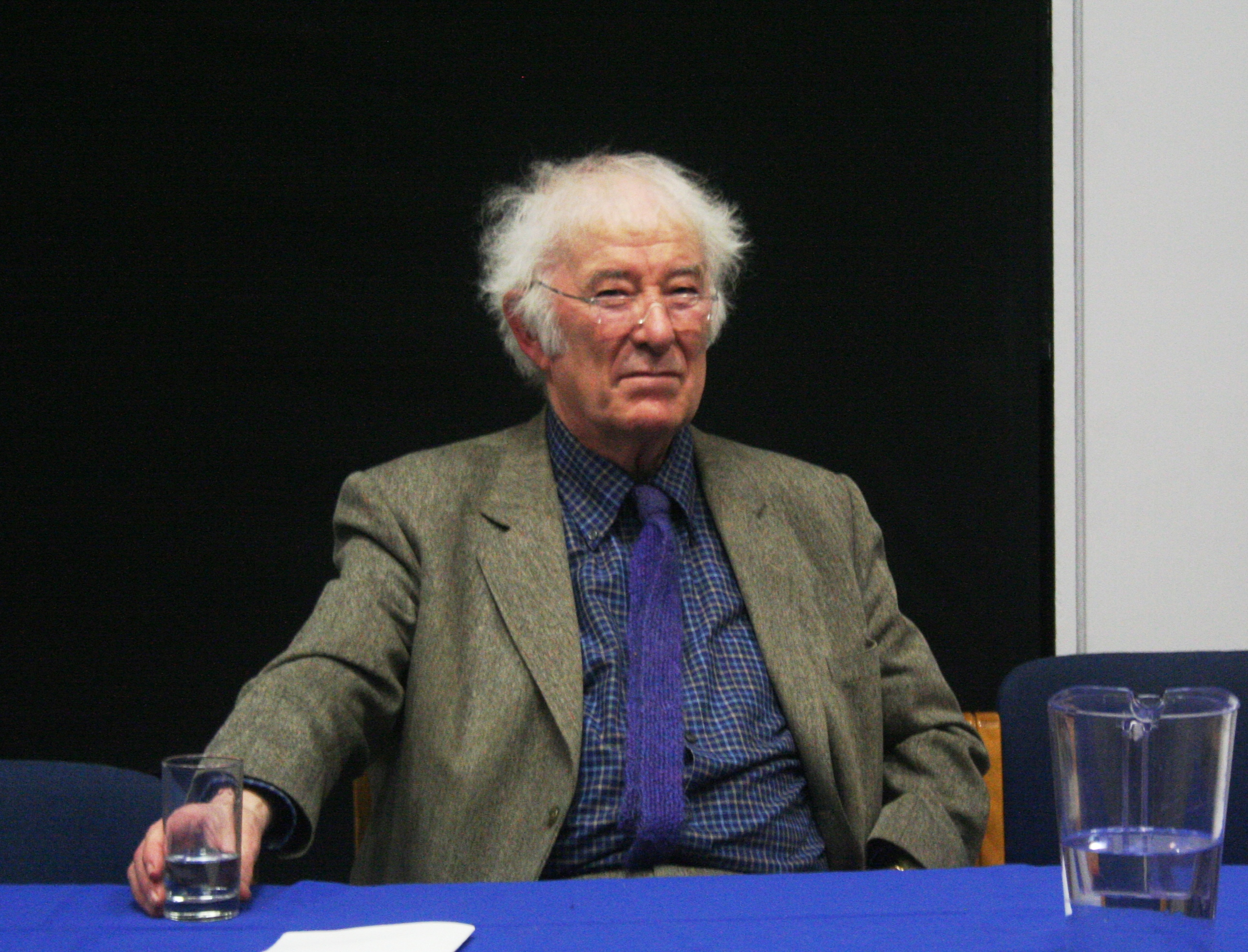
Шеймас Гіні

- Аллан Готтгелф, 71, американський філософ[6]
- Лотфі Мансурі, 84, генеральний директор Канадської опери (1976—1988), генеральний директор Сан-Францісской опери (1988—2001)[7].
- Севастьянов Борис Олександрович, 89, радянський математик, член-кореспондент РАН (1984)[8]
- Шеймас Гіні, 74, ірландський письменник, поет, перекладач та викладач, лауреат Нобелівської премії з літератури (1995)[9].
- Штубов Валентин Миколайович, 67, російський поет[10].

### 29 серпня
- Гольдферд Софія Олександрівна, 85, соціолог, журналіст та громадський діяч[11].
- Кліфф Морган, 83, регбіст, капітан збірної Вельсу, спортивний коментатор[12].
- Медардо Джозеф Мазомбве, 81, замбійський кардинал[13].
- Брюс Мюррей, 81, американський фахівець у галузі космічних досліджень, директор Лабораторії реактивного руху (1976—1982)[14].
- Хайме Сарускі, 82, кубинський письменник та публіцист[15].

### 28 серпня
- Міхаліс Асланіс, 65, грецький модельєр; самогубство[16].
- Джон Беллані, 71, шотландський художник[17].
- Георгієв Веселін Іванов, 77, болгарський письменник[18]
- Мюррей Гершенц, 91, американський актор («Похмілля у Вегасі», «Доктор Хаус» та ін.)[19].
- Ласло Дьєтваї, 94, угорський футболіст («Ференцварош»)[20].
- Залізний Іван Іванович, 43, український бізнесмен, власник компанії «Оліяр» — одного з найбільших виробників рослинної олії в Україні[21]
- Немков Микола Миколайович, 39, голова міста Бузулук (2010—2013)[22].

### 27 серпня
- Боголюбська Маріанна Сергіївна, 94, солістка балету Большого театру, заслужена артистка Росії[23].
- Жан Жансем, 93, французький художник вірменського походження[24].
- Котієв Ахмед Макшаріповіч, 53, секретар Ради безпеки Республіки Інгушетія (з 2011).[25]
- Мельников Володимир Ілліч, 60, російський державний діяч, представник Адміністрації Читинської області в Раді Федерації (2001—2010)[26].
- Онопрієнко Анатолій Юрійович, 54, серійний вбивця; серцевий напад.[27]
- Люсі Сміт, 78, норвезький академік, ректор Університету Осло (1993—1998)[28].
- Ярілін Олександр Олександрович, 72, російський імунолог, завідувач лабораторією диференціювання лімфоцитів Інституту імунології, професор кафедри імунології біологічного факультету МДУ ім. М. В. Ломоносова

### 26 серпня
- Барков Дмитро Іванович, 73, актор театру імені Ленсовета, народний артист РРФСР (1984)[29].
- Джон Гілліган, 92, американський політик, губернатор Огайо (1971—1975)[30]
- Журавський Олександр Юхимович, 56, актор, музикант та телеведучий[31]
- Кашкуревич Арлен Михайлович, 83, білоруський художник, народний художник Білорусі[32]
- Джерард Мерфі, 57, британський актор[33]
- Толмачова Лілія Михайлівна, 81, радянська актриса театру та кіно, режисер, народна артистка РРФСР (1981)[34]
- Вільям Фрог, 91, американський сценарист та продюсер, лауреат премії «Еммі»[35]

### 25 серпня
- Абдул Самад Абдулла, 67, міністр закордонних справ Мальдівської Республіки (2012—2013)[36]
- Антоніу Боржес, 63, португальська економіст, директор Європейського департаменту МВФ (2010—2011)[37]
- Жилмар, 83, бразильський футбольний воротар, дворазовий чемпіон світу (1958, 1962)[38]
- Лялька Ярослав, 75, український історик, громадський діяч[39]
- Лю Фучжи, 96, китайський державний діяч, міністр юстиції (1982—1983), міністр громадської безпеки (1983—1985), генеральний прокурор (1988—1993)[40]
- Анас Абдуль-Разак Наїм, губернатор провінції Хама (Сирія); загинув у результаті теракту[41]
- Фель Мирон Йосипович, 85, лікар-психіатр, голова ради старійшин асоціації «Азербайджан-Ізраїль», чоловік азербайджанського композитора Ельміри Назірова[42]

### 24 серпня

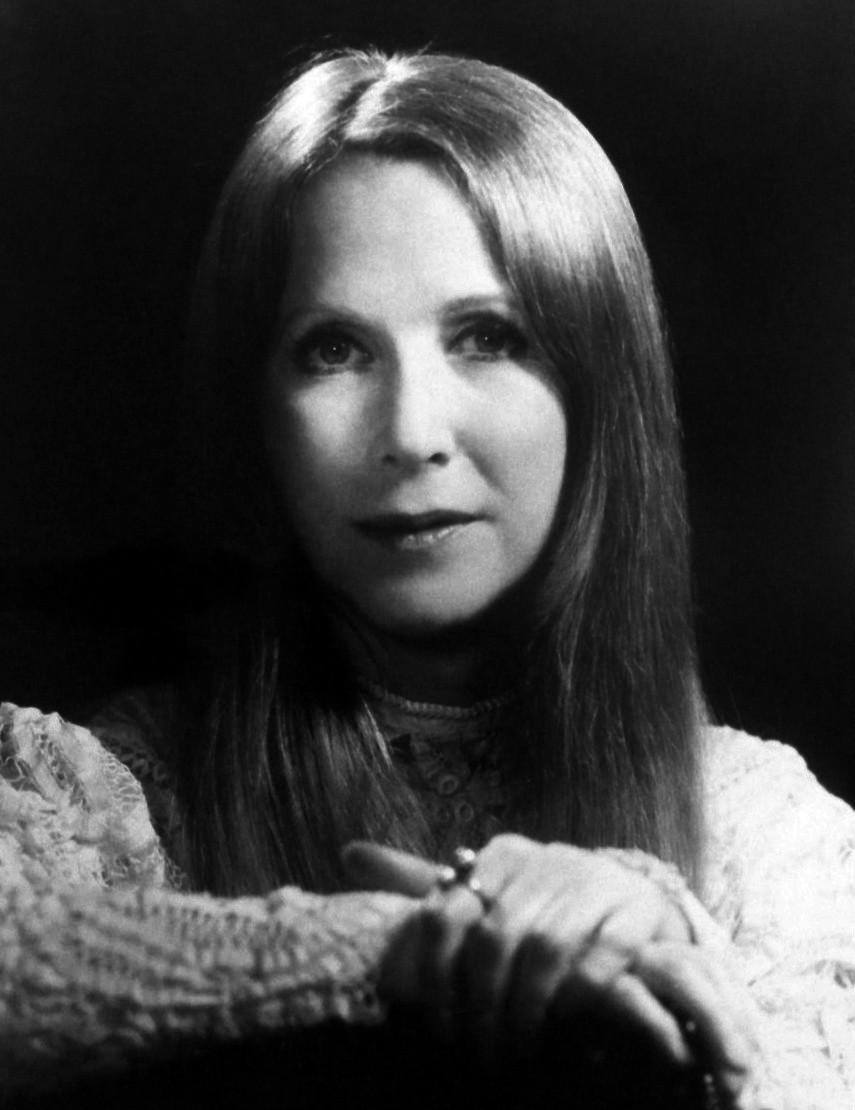
Джулі Гарріс

- Джеррі Бейкер, 75, американський футболіст («Манчестер Сіті», «Іпсвіч Таун»)[43]
- Висоцький Анатолій Омелянович, 88, голова виконкому Томського обласної Ради народних депутатів (1980—1989)[44]
- Доннер Олександр Борисович, 65, російський гандболіст та тренер, тренер португальських клубів та збірної Португалії з гандболу (1996—2000)[45]
- Кармен Олександр Романович, 72, журналіст-міжнародник, латиноамериканіст, син радянського кінооператора Романа Кармена[46]
- Кумбірай Кангала, 75, зімбабвійський політик, член політбюро ЗАНУ-ПФ, міністр сільського господарства та праці у 1980-х роках[47]
- Ньютон де Сорді, 82, бразильський футболіст («Сан-Паулу»), чемпіон світу 1958[48][49]
- Джулі Гарріс, 87, американська актрорка, номінантка на премії «Оскар» та BAFTA («На схід від раю», «Будинок з привидами»)[50]

23 серпня

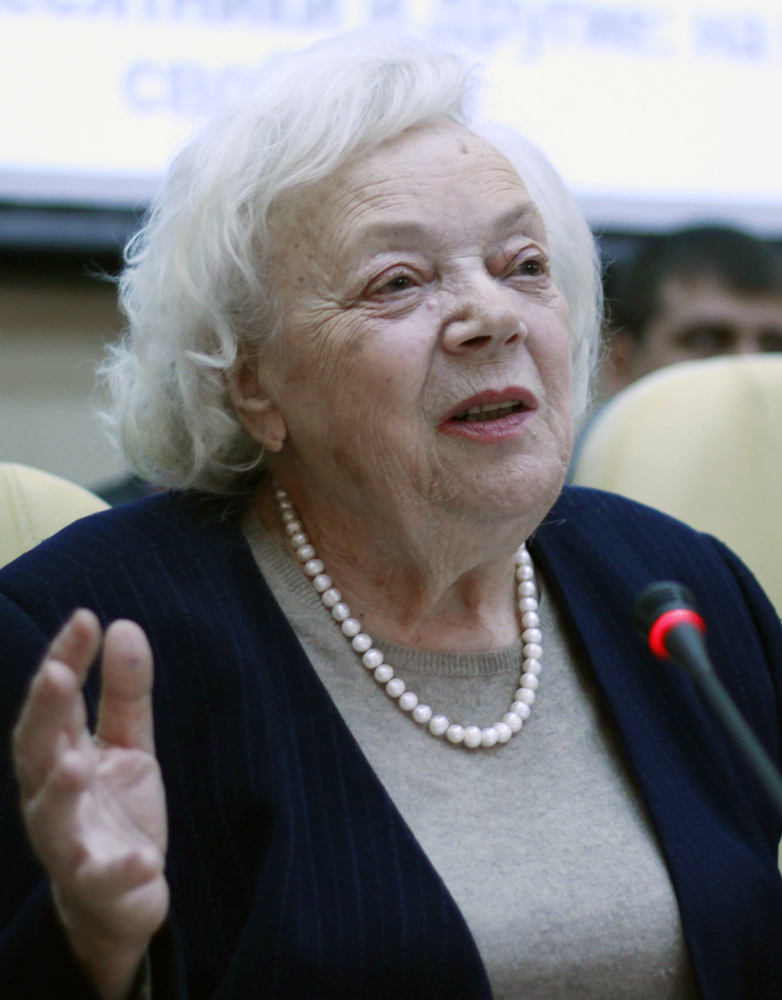
Тетяна Заславська

- Векилов Джаваншира Мехдіхан-оґли, 61, генеральний консул Азербайджану у Тебризі (2004—2005), викладач Академії державного керування при президентові Азербайджану, племінник поета Самеда Вургуна; потонув у морі[51]
- Вілльям Глассер, 88, американський психолог, творець та лідер школи психологічного консультування[52]
- Заславська Тетяна Іванівна, 85, російський соціолог, економіст та політолог, академік РАН, доктор економічних наук[53]
- Калінін Андрій, 35, заступник голови Спілки православної молоді Україна; убитий[54]
- Джон Мейстон, 78, хранитель найтривалішого в історії експерименту: досліду з пеком, що капає, лауреат Шнобелівської премії (2005)[55]
- Дін Мемінджер, 65, американський баскетболіст, чемпіон НБА 1973 року в складі «Нью-Йорк Нікс»[56]
- Весна Рожіч, 26, словенська шахістка, міжнародний майстер серед жінок (2006)[57]
- Гілберт Тейлор, 99, британський кінооператор («Зоряні війни. Епізод IV: Нова надія»)[58]
- Філіппов Василь Анатолійович, 58, радянський та російський поет, лауреат премії Андрія Білого (2001); помер у психіатричній лікарні (про смерть стало відомо у цей день)[59]
- Юсов Вадим Іванович, 84, радянський та російський кінооператор та сценарист, народний артист РРФСР, лауреат Державної премії СРСР; інфаркт міокарда[60]

22 серпня

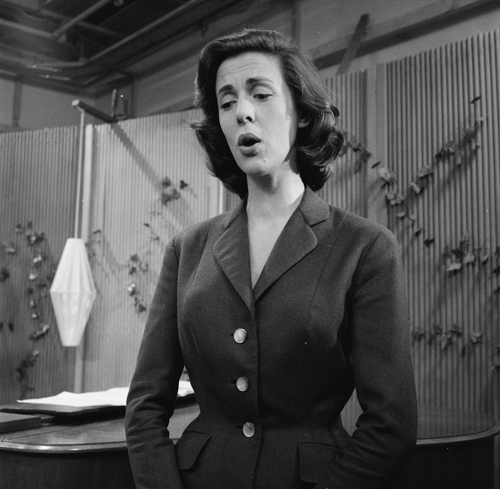
Єтті Парл

- Петр Кмент, 71, чеський борець, бронзовий призер літніх Олімпійських іграх 1968 року у Мехіко, чемпіон Європи з боротьби 1968 року[61].
- Єтті Парл, 92, нідерландська співачка[62]
- Челишев Михайло Юрійович, 40, професор, завідувач кафедри цивільного та підприємницького права Казанського федерального університету, отруєння вуглекислим газом[63]

21 серпня

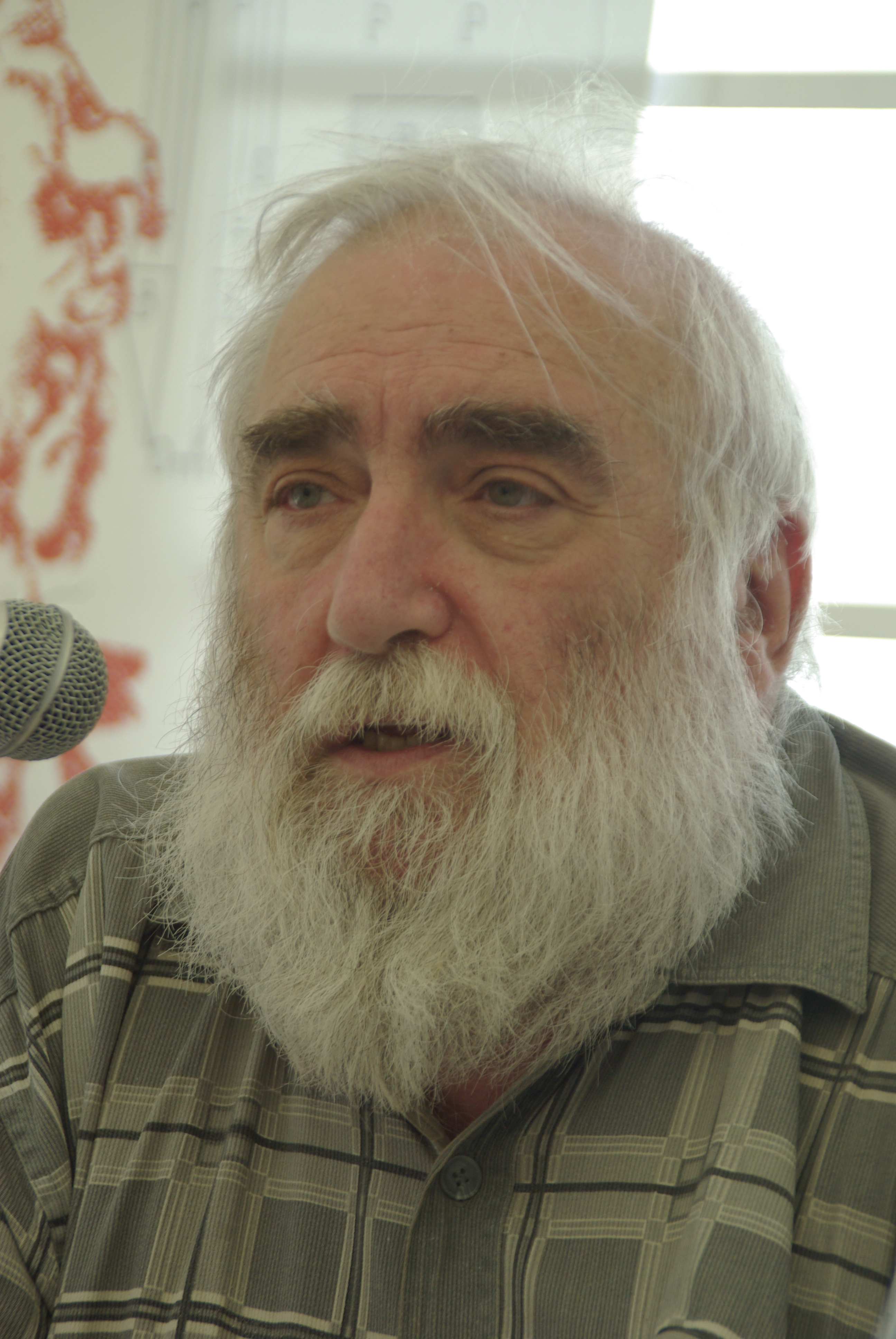
Віктор Топоров

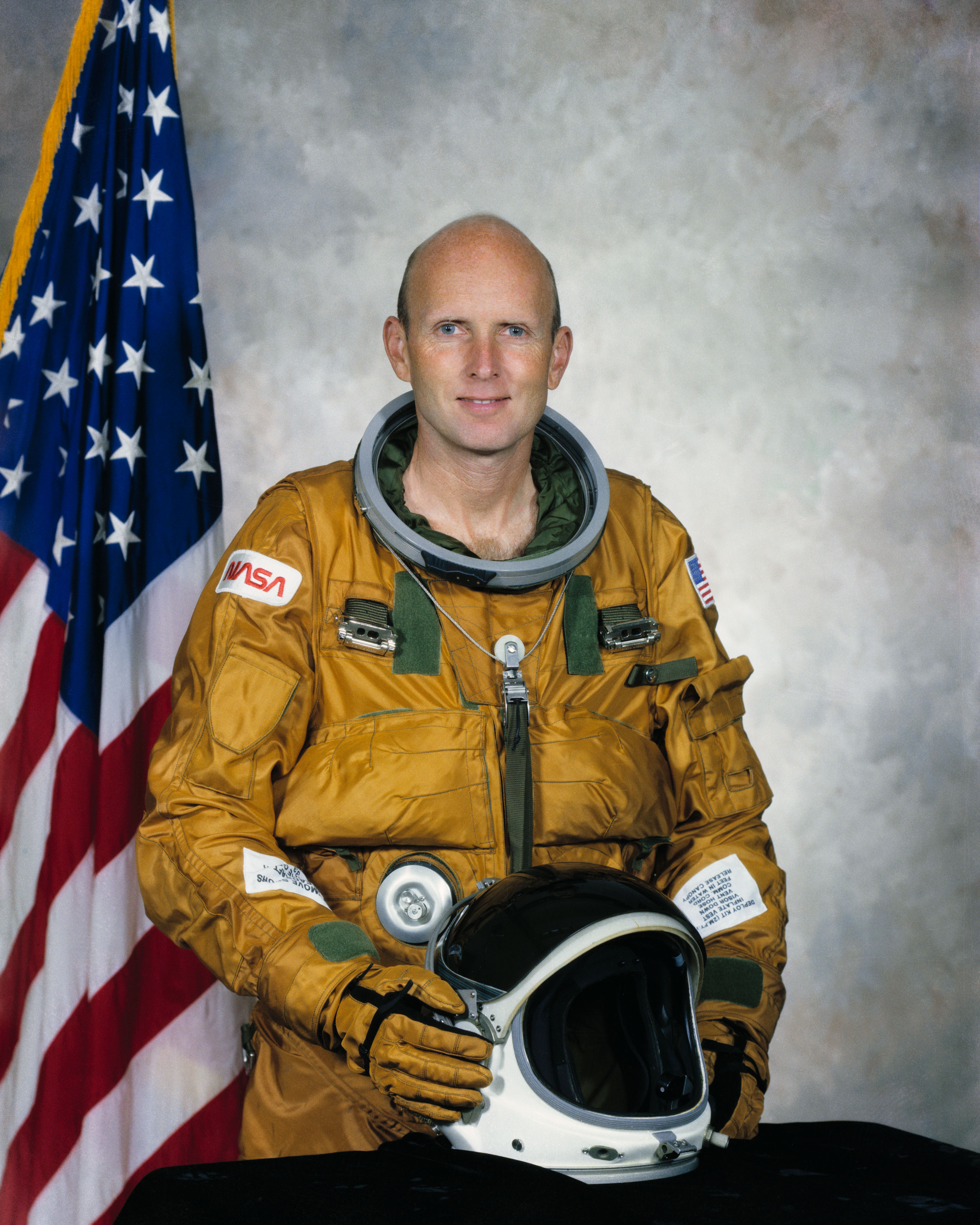
Чарлз Фуллертон

- Сід Бернстайн, 95, американський музичний продюсер та промоутер[64].
- Зернов Олексій Борисович, 49, російський сценарист та режисер[65].
- Улвіс Катлапс, 46, латвійський хокеїст («Динамо» Рига), віце-чемпіон СРСР (1988)[66].
- Родольфо Кардосо, 75, філіппінський шахіст, міжнародний майстер (1957)[67].
- Фред Мартін, 84, шотландський футболіст, воротар («Абердина»), учасник чемпіонату світу з футболу 1954[68].
- Енос Нкала, 81, зімбабвійський політик, міністр фінансів (1980—1983), міністр оборони (1985—1988)[69]
- Сапетний Юрій Анатолійович, 72, український та радянський хокейний воротар і тренер, заслужений тренер України, Заслужений працівник фізичної культури і спорту України[70].
- Степеренков Володимир Єгорович, 55, мер міста Чехова (2005—2013)[71].
- Топоров Віктор Леонідович, 67, літературний критик, публіцист та перекладач, один з організаторів премії «Національний бестселер»[72].
- Чарлз Гордон Фуллертон, 76, американський астронавт, який здійснив два космічні польоти: (учасник STS-3, командир STS-51F)[73].

20 серпня
- Габріель Балахсан, 37, ізраїльський рок-музикант[74].
- Нарендра Дабхолкар, 71, індійський лікар, редактор журналу «Садхана», засновник «Комітету за викорінення сліпої віри», який добивався прийняття закону, що забороняє діяльність чорних магів та розповсюдження забобонів; убитий[75].
- Івах Олександр Федорович, 65, російський авіаконструктор, Генеральний конструктор Об'єднаної двигунобудівній корпорації[76].
- Ізотова Кіра Володимирівна, 82, російська оперна співачка, педагог, заслужена артистка РРФСР[77].
- Елмор Леонард, 87, американський письменник та сценарист[78].
- Меріан Макпартленда, 95, британська джазова піаністка та композитор, лауреат премії «Греммі» (2004)[79].
- Ерік Нойч, 82, німецький письменник[80].
- Ольхіна Ніна Олексіївна, 87, акторка Санкт-Петербурзького Великого драматичного театру, заслужена артистка РРФСР[81].
- Ева Петельська, 92, польська режисер та сценаристка («Коперник») Срібна премія VIII Московського кінофестивалю[82][83].
- Чарльз Поллок, 83, американський дизайнер, автор дизайну сучасного офісного крісла, загинув при пожежі[84].
- Тед Піст, 95, американський режисер («Повісте їх повище вище», «Під планетою мавп», «Вища сила»)[85].
- Антоні Росиконь, 106, найстаріший професор Польщі,
- Розумовський Геннадій, 51, Депутат Верховної ради Криму, заступник голови Сімферопольської районної державної адміністрації[86]
- Бамматхан Шейхов, 48 або 49, один з лідерів збройного підпілля республіки Дагестан; убитий[87].
- Костіке Штефенеску, 62, румунський футболіст («Універсітатя» Крайова), триразовий чемпіон Румунії; самогубство[88].

19 серпня
- Авечкін Олексій, 37, латвійський балетний танцівник[89].
- Капустін Максим, спортсмен, ДТП[90]
- Беатріс Козера (Беа Франка), літературний прототип Террі з роману Джека Керуака «У дорозі»[91].
- Кіктєв Віктор Олексійович, 77, радянський футболіст, воротар СКА (Ростов-на-Дону)[92].
- Мірко Ковач, 74, чорногорський письменник, лауреат премії Гердера (1995)[93].
- Стефані Макміллан, 71, американський художник-декоратор, лауреат премії «Оскар» (1997) («Англійський пацієнт»)[94].
- Гюнтер Метцгер, 79, колишній мер Дармштадта[95]
- Матті Мурті, 64, фінський хокеїст (ХІФК), учасник Олімпійських ігор (1972, 1976) та чемпіонатів світу[96].
- Діас Нігматович Рахмат, 76, узбецький актор, заслужений артист Узбекистану[97].
- Мусаїд Бен Абдель Азіз Аль-Сауд, 90, саудівський принц, старший брат короля Абдалли[98].
- Олев Суббі, 83, естонський живописець[99].
- Седар Волтон, 79, американський джазовий піаніст[100][101].
- Донна Гайтавер, 86, американська співачка[102].
- Абдул Рахім Хатеф, 88, афганський державний діяч, Президент Афганістану (1992)[103].
- Анатолій Йосипович Щербатий, 74, заслужений лікар України, колишній начальник управління охорони здоров'я Рівненської облдержадміністрації[104]
- Лі Томпсон Янг, 29, американський актор; самогубство[105].

18 серпня
- Крістофер Бартон, 85, британський весляр, срібний призер літніх Олімпійських ігор у Лондоні (1948) у веслуванні на вісімці[106].
- Рольв Весенлюнд, 76, норвезький актор[107][108].
- Дежі Дьярматі, 85, угорський ватерполіст, триразовий олімпійський чемпіон (1952, 1956, 1964), дворазовий призер Олімпійських ігор (1948, 1960), дворазовий чемпіон Європи (1954, 1962)[109].
- Жан Кан, 84, президент Європейського єврейського конгресу (1991—1996), віце-президент Всесвітнього єврейського конгресу[110].
- Вікторія Євгенія Фернандес де Кордоба ,96, іспанська аристократка, 18-а герцогиня Медінаселі (1956—2013)[111].
- Розалія Мера, 69, найбагатша жінка Іспанії, співзасновниця Zara, інсульт[112]
- Тестолв Моланд, 32, норвезький офіцер, засуджений у Демократичній Республіці Конго за вбивство та шпигунство[113].
- Флорін Чоаба, 58, румунський циганський громадський діяч, самопроголошений «король всіх циган» Помер самопроголошений «король всіх циганів»

17 серпня
- Лелюх Володимир Денисович, засновник та керівник нижегородської школи олімпіадного програмування, що підготував призерів та переможців міжнародних олімпіад з інформатики[114]
- Бенджамін Мвіта, 70, замбійський політик, міністр оборони (1991—1997)[115].
- Трегубов Сергій Васильович, 55, російський краснодарський актор, сценарист та театральний режисер[116].
- Шаяхметов Багдат Мухаметович, 66, казахстанський господарський діяч, директор Усть-Каменогорського титано-магнієвого комбінату, Герой Праці Казахстану[117].
- Чуб Ігор, 39, заслужений журналіст України, рак мозку[118]
- Клаус Якобі, 86, німецький журналіст, головний редактор «Der Spiegel» (1962—1968)[119].

16 серпня
- Родіонов Олександр Михайлович, 68, російський алтайський письменник, публіцист та краєзнавець[120]
- Хагуро Асфар Пшиканович, 54, прем'єр-міністр Республіки Адигея (2004—2006)[121].

15 серпня

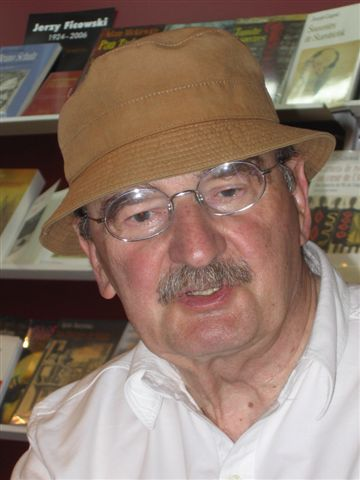
Славомир Мрожек

- Анцишкін Валерій Валентинович — казахський танцюрист та балетмейстер[122].
- Жак Вержес, 88, французький юрист, адвокат на процесі Слободана Мілошевича та багатьох інших гучних процесах[123].
- Берт Ланс, 82, американський державний службовець, директор Адміністративно-бюджетного керування США (1977), радник президента США Джиммі Картера[124].
- Вільям Лівінгстон, 93, американський політолог, Президент Техаського університету в Остіні (1992—1993)[125].
- Росалія Мера, 69, іспанська підприємниця та громадська діячка, найбагатша жінка Іспанії, інсульт[126].
- Славомир Мрожек, 83, польський письменник та драматург[127].
- Павло (Лінгріс), 93, митрополит Мемфиський (з 1998) Александрійської православної церкви[128].
- Абд ар-Рахман ас-Сумайт, мусульманський африканський релгіозний та громадський діяч[129].
- Август Шелленберг, 77, американський актор; рак легенів[130].
- Марич Ман Сінгх Шрестха, 71, прем'єр-міністр Непалу (1986—1990)[131].

14 серпня
- Джия Альмо, 29, американська акторка та фотомодель; самогубство[132].
- Мік Дін, 61, оператор британського телеканалу Sky News; убитий у Каїрі[133].
- Кажаров Альберт Хатуевич, 48, член Ради Федерації Росії (2009—2013), керівник адміністрації президента Кабардино-Балкарії (2006—2009); ДТП[134].
- Ліза Робін Келлі, 43, американська акторка[135].
- Аллен Ланьє, 66, американський музикант, один із засновників та гітарист групи «Blue Öyster Cult»[136].
- Лучано Мартіно, 79, італійський продюсер, сценарист та режисер[137][138].
- Марк Саттон, 42, британський каскадер, дублер Джеймса Бонда на відкритті Лондонської Олімпіади[139].

13 серпня

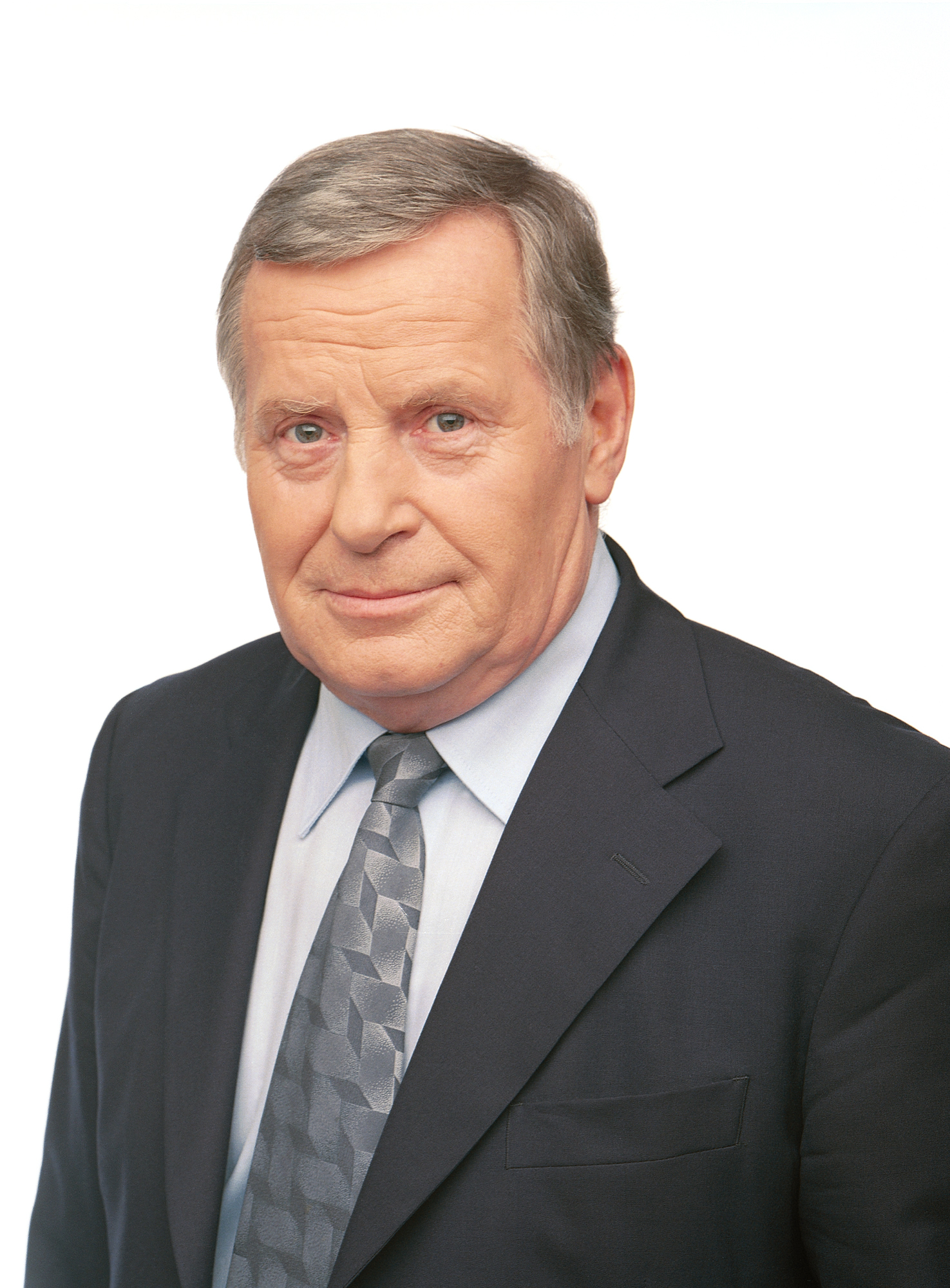
Лотар Біскі

- Албул Анатолій Михайлович, 77, чемпіон світу та СРСР, призер Олімпійських ігор (1960) з вільної боротьби[140].
- Ахлюстіна Тетяна Едуардівна, 64, актрорка Єкатеринбурзького театру ляльок[141]
- Джон Брукс, 44, американський музикант, ударник групи «The Charlatans»; пухлина мозку[142].
- Жан Венсан, 82, французький футболіст та тренер, бронзовий призер чемпіонату світу (1958), старший тренер «Нанта» (1976—1982) і збірної Камеруну (1982)[143].
- Лотар Біскі, 71, німецький політик, у 2007—2010 роках він керував Лівою партією[144]
- Кузьмін Валентин Степанович, 78, заслужений тренер РРФСР з легкої атлетики[145].
- Дзюн Садогава, 34, японський манґака (Muteki Kanban Musume)[146].
- Семенюк Олександр, заслужений діяч мистецтв України та головний художник Івано-Франківського академічного облмуздрамтеатру імені Івана Франка[147]
- Сонатане Таумоепеау-Тупо, 70, міністр закордонних справ (2004—2009) та в. о. міністра оборони (2005) Тонга[148].
- Едіт Шипош, 38, угорська ватерполістка, чемпіонка світу (1994); пухлина мозку[149].

12 серпня

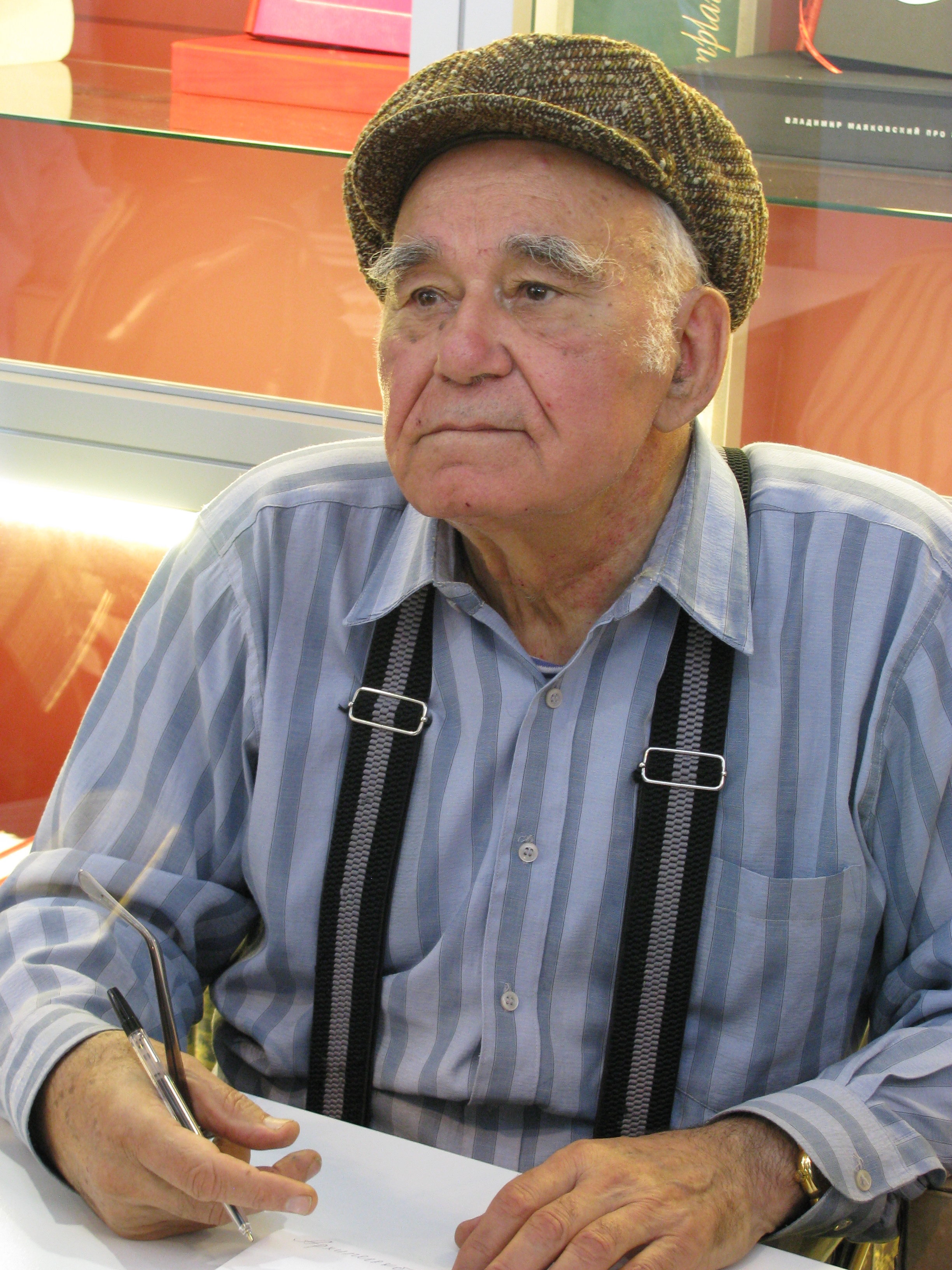
Василь Пєсков

- Букетару Віктор Петрович, 64, радянський та молдовський кінорежисер
- Спас Венков, 84, болгарський та австрійський оперний співак (тенор)[150].
- Глазов Олег Леонідович, 72, заслужений тренер СРСР з фехтування, колишній головний тренер чоловічої збірної команди Росії[151].
- Добрянський Віктор Леонтійович, 76, засновник найбільшого у Європі промислового ринку «Сьомий кілометр» (Одеса), заслужений працівник сільського господарства України[152]
- Кікоть Володимир Якович, 61, російський державний діяч[153].
- Девід Маклечі, британський політик, лідер Шотландської консервативної партії (1999—2005)[154].
- Пєсков Василь Михайлович, 83, радянський письменник, журналіст, мандрівник та телеведучий[155]
- Осташко Микола Андрійович, 78, російський тренер з важкої атлетики, заслужений тренер Росії[156].
- Йохан Фрізо Орансько-Нассауський, 44, член королівської родини Нідерландів, молодший брат короля Вілема-Олександра; помер після 18-місячного перебування в комі від ускладнень, що виникли внаслідок пошкодження мозку від гіпоксії[157]
- Шебалін Дмитро Віссаріонович, 83, радянський альтист, учасник Квартету імені Бородіна, син композитора Віссаріона Шебаліна[158]

11 серпня
- Рік Даніеле, 65, італійський співак, серцевий напад[159].
- Раймон Деліль, 70, французький велогонщик[160].
- Генрі Поліч, 68, американський актор[161]
- Солдатенков Олександр Михайлович, 86, заступник генерального конструктора Державного науково-виробничого ракетно-космічного центру «ЦСКБ-Прогрес» (1996—2006), Герой Соціалістичної Праці[162].
- Судаков Костянтин Вікторович, 81, засновник та перший директор науково-дослідного інституту нормальної фізіології імені П. К. Анохіна (1974—2008), академік РАМН[163].
- Юдіт Темешем, 82, угорська плавчиня, чемпіонка літніх Олімпійських ігор у Хельсінкі у 1952[164].
- Ширлі Герц, 87, американський публіцист, лауреат премії «Тоні» (2009)[165].

10 серпня

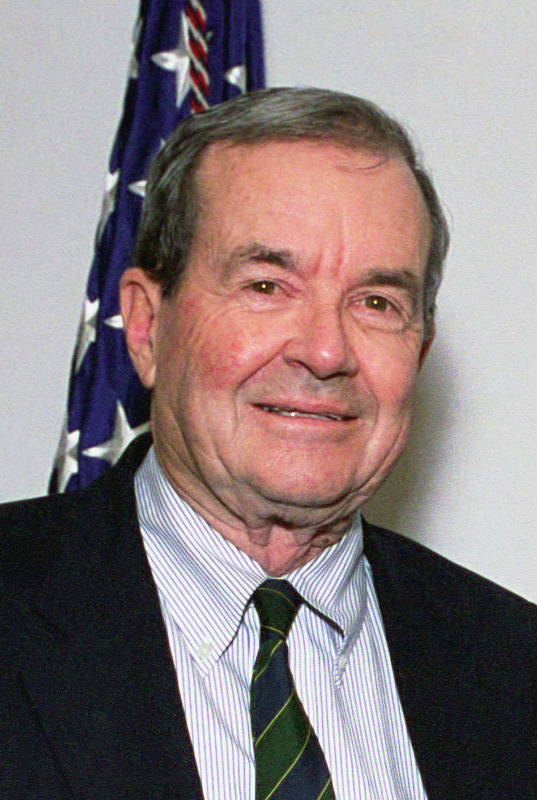
Вільям Кларк

- Баранов Дмитро, 38, генеральний директор продюсерського центру «Спамаш», продюсер білоруської естрадної співачки Альони Ланської; зупинка серця[166].
- Ейді Горме, 84, американська співачка та кіноактриса[167]
- Вільям Кларк, американський політик, радник президента США з національної безпеки (1982—1983), міністр внутрішніх справ США (1983—1985)
- Присілків Сергій Олександрович, 65, радянський та російський актор театру та кіно, заслужений артист РРФСР[168].
- Сомдет Пра Буддачарая, 85, Верховний буддистський патріарх Таїланду (2004—2013), кров'яна інфекція[169].
- Гаджі, 67, канадська актрорка[170].
- Ласло Чатарі, 98, угорський нацист, один найбільш розшукуваних людей, підозрюваний у військових злочинах, пневмонія[171]

9 серпня
- Богунова Наталія Василівна, 65, радянська актриса театру і кіно («Велика перерва»)[172].
- Вікулов Володимир Іванович, 67, радянський хокеїст, дворазовий олімпійський чемпіон (1968, 1972) та семиразовий чемпіон світу[173]
- Дашевський Геннадій Наумович, 55, директор театру «Школа сучасної п'єси»; інфаркт[174].
- Копанев Микола Олександрович, 56, історик, завідувач Центром вивчення епохи Просвітництва (Бібліотека Вольтера)[175].
- Лобач Анатолій Федорович, 67, російський актор, народний артист Удмуртії[176].
- Опанасенко Галина Василівна, 69 або 70, українська актриса театру і кіно
- Едді Перес, 73, пуерториканський музикант, лауреат премії «Греммі»[177].
- Речкеман Аркадій Ісакович, 76, український тренер з важкої атлетики[178]
- Урбану Таваріш Родрігіш, 89, португальська письменник[179].
- Білл Геннінгсгаард, 54, віце-президент представництва компанії «Microsoft» у Тихоокеанському регіоні (1988—2002); авіакатастрофа[180].

8 серпня

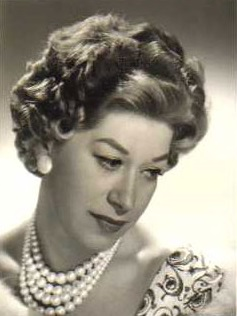
Регіна Рєзнік

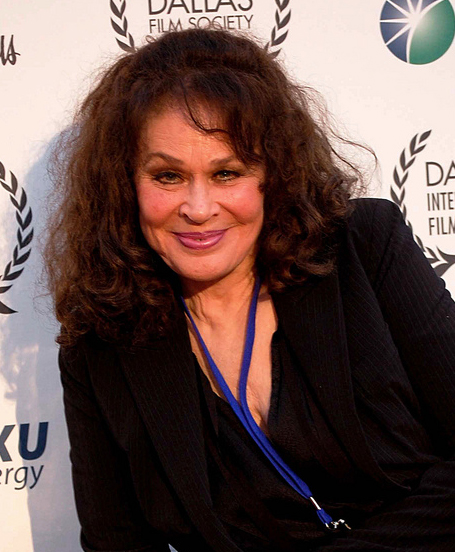
Карен Блек

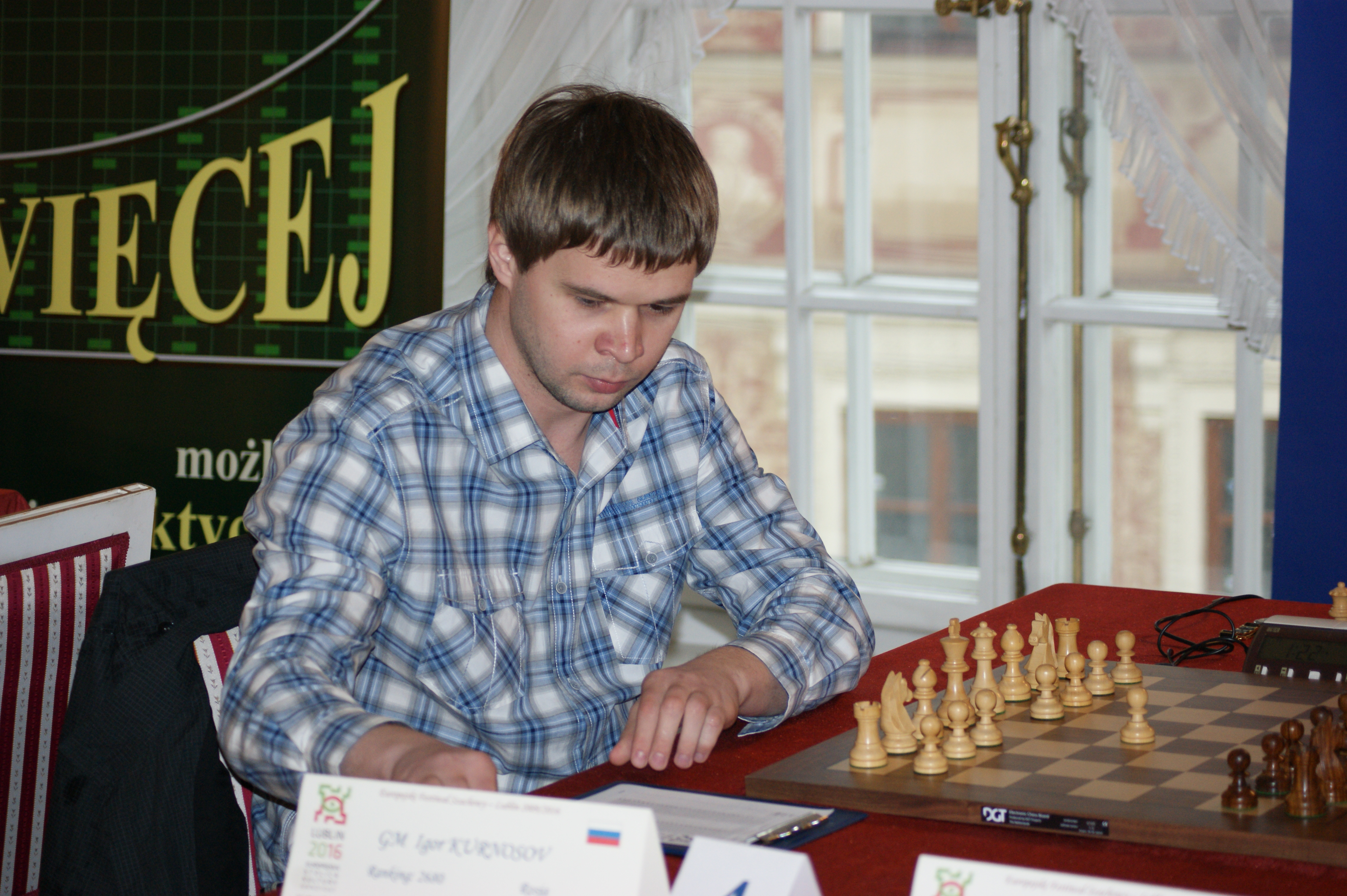
Ігор Курносов

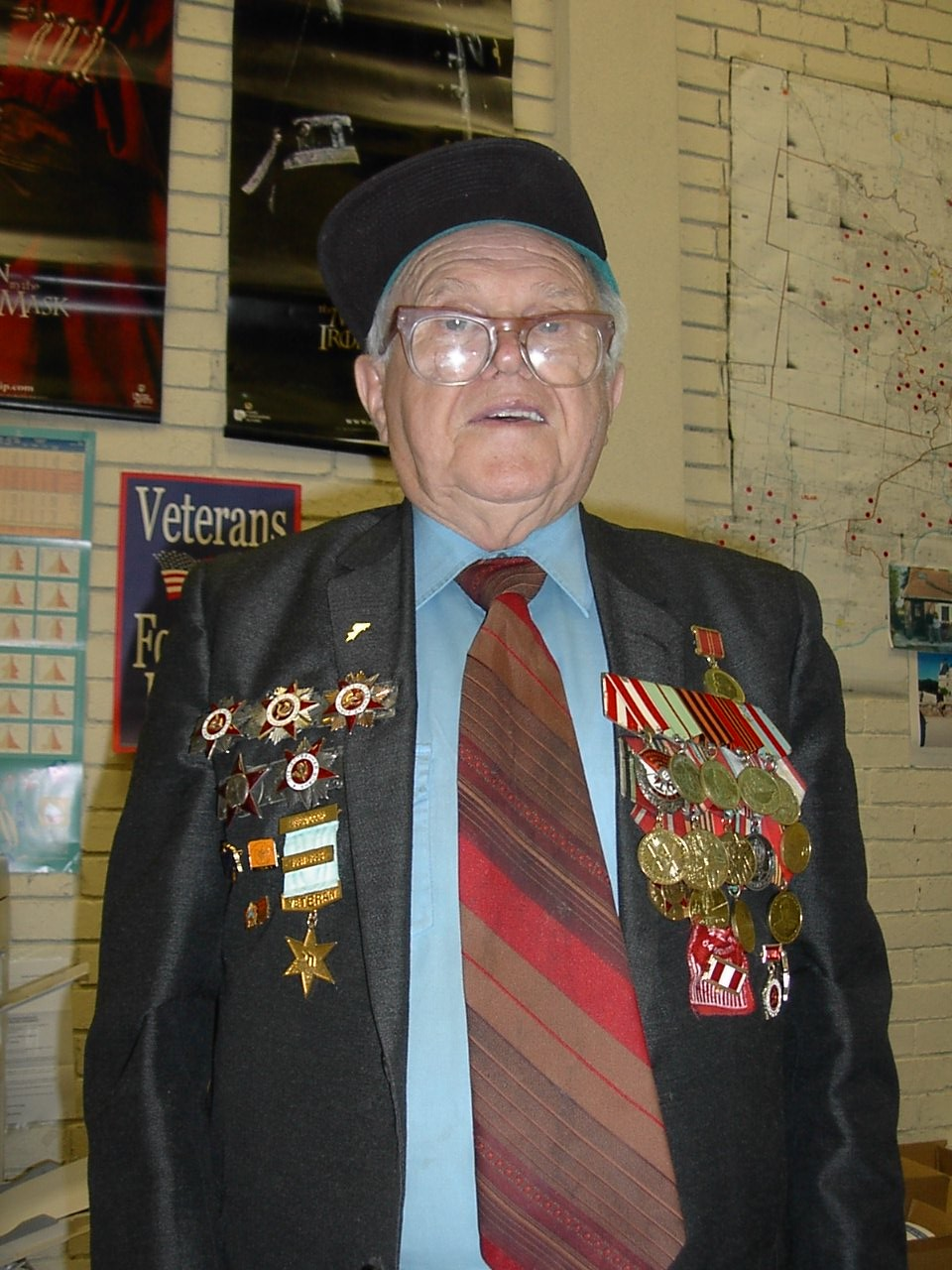
Йосип Тепер

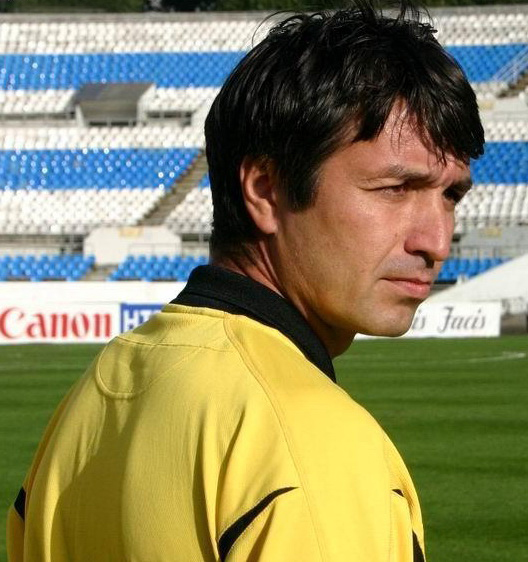
Альмір Каюмов

- Карен Блек, 74, американська акторка, рак[181]
- Джек Клемент, 82, американський співак та продюсер, рак[182]
- Іржі Крейчік, 95, чеський режисер та сценарист[183][184]
- Курносов Ігор, 28, російський шаховий гросмейстер[185].
- Барбара Мерц, 85, американська письменниця та вчений-єгиптолог[186].
- Миреєва Тетяна Іванівна, 85, російська актриса театру та кіно, заслужена артистка Якутській АРСР (1965); інсульт[187].
- Фернандо Кастро Пачеко, 95, мексиканський художник і скульптор
- Регіна Рєзнік, 90, американська оперна співачка[188].
- Йосип Зеусович Тепер (Ios Teper[en]), 98, ветеран Другої світової війни, віце-президент вікторіанської (Австралія) Асоціації Ветеранів Другої світової війни з колишнього Радянського Союзу (про смерть оголошено у цей день)[189].

7 серпня
- Джон Дьюк, 67, американський джазовий піаніст, лейкемія[190].
- Каюмов Альмір Ізмаїлович, 48, радянський та російський футболіст, футбольний арбітр, збитий автомобілем[191]
- Левчин Рафаель Залманович, 66, російська поет, драматург, прозаїк[192]
- Лонгін (Чернуха), 40, архімандрит Української православної церкви, головний редактор «Церковної православної газети», кіносценарист; ДТП[193].
- Рахлін Анатолій Соломонович, 75, радянський та російський тренер з дзюдо[194]
- Сучков Геннадій Олександрович, 66, адмірал Росії, командувач Тихоокеанським та Північним флотом ВМФ Росії[195].
- Тихонов Василь Вікторович, 55, радянський та російський хокейний тренер («Авангард»), син хокейного тренера Віктора Тихонова, батько хокеїста Віктора Тихонова-молодшого; падіння з висоти[196].
- Ягубкін Олександр Геннадійович, 52, український боксер[197]

6 серпня
- Сельчук Юла, 53, турецький футболіст
- Лідія Корсакувна, 79, польська актриса[198].
- Погосьян Роберт, 29, російський автогонщик, ДТП[199]
- Тім Райт, 61, американський музикант[200]
- Дейв Вогстаф, 70, англійський футболіст[201]

5 серпня
- Гройсман Дмитро Леонідович, 41, український правозахисник[202].
- Малькольм Баррасс, 88, англійський футболіст («Болтон Вондерерз»)[203]
- Шон Бурр, 47, канадський хокеїст, наслідки падіння
- Джон Форстер Вудвард 81, британський адмірал[204]
- Джордж Дюк, 67, американський джазовий музикант.[205]
- Жайме Луїш Коельо, 97, бразильський єпископ та архієпископ
- Паламарчук Олег, голова Національної колегії адвокатів[206]

4 серпня
- Шерком Бекас, 73, іракський курдський поет
- Іцхак Берман, 100, ізраїльський політик російського походження
- Гелейн Ігор Ігорович 78, режисер-документаліст
- Шандор Поль, 45, швейцарський мотогонщик, нещасний випадок на чемпіонаті світу з перегонів на мотоциклах з коляскою
- Ренато Руджеро, 83, міністр закордонних справ Італії
- Крамер Вільямсон, 63, американський автогонщик, аварія

3 серпня
- Жиленко Ірина Володимирівна, 72, українська поетеса[207]
- Лайна Кеза, 29, топ-модель, вбита співмешканцем
- Джон Кумбс, 93, британський менеджер команд Формули-2 і GT
- Джон Палмер, 77, американський журналіст і телеведучий

2 серпня
- Йозеф Адамович, 74, словацький актор
- Гаспарян Азат Миколайович, 69, вірменський актор театру та кіно
- Курт Ерманн, 91, німецький футболіст

1 серпня
- Дерябін Юрій Степанович, 81, заступник Міністра закордонних справ СРСР, Надзвичайний та Повноважний Посол РФ у Фінляндії
- Гейл Кобі, 82, американська актриса
- Колін Макадам, 61, шотландський футболіст
- Алекпер Юнус огли Мурадов, 65, азербайджанський кінорежисер та оператор